# Nationellt cybersäkerhetscenter
Nationellt cybersäkerhetscenter är ett samarbete mellan Försvarets radioanstalt (FRA), Försvarsmakten, Myndigheten för samhällsskydd och beredskap (MSB) och Säkerhetspolisen (Säpo), vilka inrättade centret. Arbetet görs i nära samverkan med Post- och telestyrelsen (PTS), Polismyndigheten och Försvarets materielverk (FMV).
Centret inrättades på uppdrag av Regeringen Löfven II efter en överenskommelse med Centerpartiet och Liberalerna med uppdraget "Att stärka Sveriges samlade förmåga att förebygga, upptäcka och hantera cyberhot". För verksamheten avsattes 440 miljoner kronor till och med 2025. I ett pressmeddelande skrev regeringen att myndigheterna inom ramen för verksamheten ska:
- Koordinera arbetet för att förebygga, upptäcka och hantera cyberangrepp och andra it-incidenter.
- Förmedla råd och stöd avseende hot, sårbarheter och risker.
- Utgöra en nationell plattform för samverkan och informationsutbyte med privata och offentliga aktörer inom cybersäkerhetsområdet.